# La Tosca (film fra 1908)
|  | For andre betydninger, se La Tosca |
La Tosca er en dansk stumfilm fra 1908, der er instrueret af Viggo Larsen. Filmen er løst baseret på Victorien Sardous teaterstykke af samme navn fra 1887.

## Handling
En brudgom arresteres for at have været intim med dronningen. For at få ham løsladt går den kommende brud i seng med rivalen.
Filmen er ukomplet, så slutningen, hvor bruden får en falsk passérseddel, myrder rivalen og efterfølgende må se sin brudgom henrettet, da sedlen er falsk, mangler. Filmen indeholder en enkelt sjælden håndkoloreret scene.